# 岡迫亘弘
岡迫 亘弘（おかせこ のぶひろ、1942年5月30日 - ）は、日本のアニメーター、アニメ監督、キャラクターデザイナー。スタジオ・ヴィクトリー代表。

## 略歴
東京都にて生まれた後、1945年に父の故郷である浜田市三隅町井野地区に家族で疎開し、幼少期を過ごす。井野小学校や井野中学校にて学びながら、好きな絵を描いては皆に披露していた。
漫画家を目指していたが、東映映画部の興行部長を務めていた伯父の誘いを受け、1958年に東映動画（現：東映アニメーション）に入社。『かっぱのぱあ太郎』や『白蛇伝』など同社の初期作品に携わった。手塚治虫が『西遊記』の制作に参加したことをきっかけに虫プロダクションへ移籍し、『鉄腕アトム』に携わった後、虫プロの下請け会社としてVEFプロダクションを設立して『W3』を手がけたが、虫プロの経営悪化によりVEFプロダクションも解散してフリーとなる。その後、1987年には作画スタジオ「スタジオ・ヴィクトリー」を設立し、同社の代表に就任した。
1970年代は実写特撮作品にもキャラクターデザイナーとして参加したことがある。『正義を愛する者 月光仮面』に参加したことをきっかけに、同じ川内康範原作の実写特撮作品『レインボーマン』や『ダイヤモンド・アイ』のキャラクターデザインを担当。その後も『月光仮面』などの萬年社から東宝の『流星人間ゾーン』、日活の『電撃!!ストラダ5』などの実写特撮作品のキャラクターデザインも担当した。
2022年現在はスタジオ・ヴィクトリーにて後進の育成にも注力している。

## エピソード
- 資料によっては島根県出身[1][2]とされているが、出生地は前述のように東京都であることを後年に明かしている[3][4]。
- 東映に入社した時の年齢は中学校を卒業する前の15歳であったため、会社側から16歳と詐称するよう指示されていた[1]。同期は芸大卒業者や漫画家経験者などであったため、岡迫は縁故採用であろうと理解していた[1]。
- デビュー直後は漫画家を目指していたこともあり、仕事する一方で貸本漫画も描いていた[5]。
- 虫プロダクションへ移籍する際には、伯父を説得して将来性のある手塚治虫のもとで働くことに理解を得られたが、東映社内からは裏切り者として扱われ、懲戒免職相当となった[1]。このことを手塚に相談したところ、東映の退職金分も支払ってくれたという[1]。
- テレビアニメ『愛の戦士レインボーマン』を監督したのは、特撮版に参加していたことから原作者の川内康範による指名を受けてのことであった[1][7]。当時の岡迫は土田プロダクションに所属していたため、個人としては受けられないと川内に伝えたところ、土田プロを経由しての発注となった[1]。
- 2022年11月には、井野地区の同級生の打診に応え、浜田市の井野まちづくりセンターにてイラスト展示会を開催した[3][4]。

## 担当作品
- 戦え! オスパー 演出
- かみなり坊やピッカリ・ビー 演出
- 夕やけ番長 作画監督
- 赤き血のイレブン 監督（6話から）、作画監督
- 正義を愛する者 月光仮面 チーフディレクター、演出、作画監督
- ルパン三世 (TV第1シリーズ) 原画　※第1回「ルパンは燃えているか・・・・?!」：原画
- 新造人間キャシャーン 原動画
- 山ねずみロッキーチャック 作画監督
- 宇宙戦艦ヤマト キャラクターデザイン、作画監督
- 愛の戦士レインボーマン 監督、キャラクターデザイン、作画監督
- アンデス少年ペペロの冒険 キャラクターデザイン、作画監督
- ワンサくん 作画
- 合身戦隊メカンダーロボ キャラクターデザイン
- カリメロ（第2作） 作画監督
- キテレツ大百科 作画監督
- キャプテン翼（第1シリーズ）キャラクターデザイン、作画監督
- キューティーハニー 作画監督
- ゲームセンターあらし 作画監督、キャラクター設計
- 激走!ルーベンカイザー アニメーションキャラクター、作画監督
- こちら葛飾区亀有公園前派出所 作画監督
- さすらいくん 作画監督
- しましまとらのしまじろう 作画監督
- 鉄腕アトム 原画
- ドカベン 作画監督
- 飛べ!イサミ 作画監督
- 忍たま乱太郎 作画監督
- 忍ペンまん丸 作画監督
- はりもぐハーリー作画監督
- ビリ犬 作画監督
- ポコニャン 作画監督
- ファイトだ!!ピュー太 作画
- プリンセスナイン 如月女子高野球部 作画監督
- ふるさと再生 日本の昔ばなし 「いかとするめ」作画
- 魔法陣グルグル 作画監督
- まんが猿飛佐助 キャラクターデザイン
- まんが日本史 作画監督
- ミスター味っ子 作画監督
- 未来少年コナン 作画
- 名犬ジョリィ 原画
- 燃えろ!トップストライカー 総作画監督、キャラクターデザイン
- 笑ゥせぇるすまん 作画監督（アニメーション制作：シンエイ動画）